# 戈尔特斯

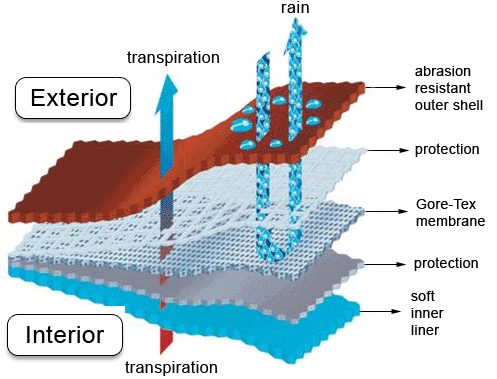
Gore-Tex布料結構圖

戈尔特斯（Gore-Tex）是美國W.L. Gore & Associates公司的註冊商標，為1976年由Wilbert L. Gore、Rowena Taylor與Robert W. Gore（Wilbert L. Gore之子）共同發明的防水透氣性布料。此種布料廣為用在登山及禦寒等戶外衣著之用。他們取得的專利為美國專利第3,953,566号。

## 外部連結
- Gore website （页面存档备份，存于）
- Gore-Tex and Windstopper fabrics （页面存档备份，存于）